# Екологічна пастка
Екологічні пастки — випадки, коли швидкі зміни довкілля змушують організми оселятися в неякісних біотопах.
Концепція виходить з ідеї, що організми, які можуть активно обирати місцеперебування, повинні спиратися на певні екологічні сигнали, які мають допомогти їм визначити найякісніше середовище проживання. Якщо якість біотопа або характер сигналів зміняться так, що вони не відповідатимуть дійсності, організми можуть помилитися і опинитись в збіднілих біотопах. Зокрема, популяції потрапляють у пастки, коли виявляється, що привабливість довкілля непропорційно завищена відносно її можливостей для виживання і розмноження. В результаті перевагу набувають оманливо привабливі біотопи, і в цілому ігноруються біотопи високої якості, але менш привабливі.
У той час як демографічні наслідки такого роду неадекватної поведінки при виборі місця існування були вивчені в контексті джерел і сигналів, з'ясувалося, що екологічної пастки по суті визначаються особливостями поведінки окремих особин.
Екологічна концепція пастки була запропонована в 1972 році Л. В. Дверничуком та Д. А. Боагом (Dwernychuk and Boag) і багато дослідників припускають, що явище пастки може бути широко поширене в зв'язку з антропогенними змінами умов існування.
Як наслідок, подекуди нові умови можуть надавати такі можливості, які не розпізнаються носіями виду. Якщо з високоякісних біотопів відсутні відповідні сигнали, щоб сприяти врегулюванню, такі випадки називаються пастки сприйняття. Теоретичні і емпіричні дослідження показали, що помилки, допущені в оцінці якості середовища проживання можуть призвести до зниження чисельності популяції або вимирання. Така невідповідність не обмежується вибором біотопа, але може проявитися в будь-якому аспекті поведінки (наприклад, уникнення хижаків, вибір партнера, орієнтація, вибір місця нагулу та ін.). В такому розумінні екологічні пастки є підмножиною більш широкого явища еволюційної пастки.
В екології теорію пасток розроблено; дослідники визнають, що пастки можуть траплятися в різних просторових і часових масштабах, що, до певної міри, може перешкоджати їх виявленню. Наприклад, птахи повинні обирати місце проживання за кількома шкалами (плямистість середовища проживання в цілому, індивідуальні території на цих плямах, а також власне гніздові території). Пастки можуть існувати на будь-якій з цих шкал. Крім того, пастки можуть працювати на часовій шкалі. У цьому випадку зміни середовища можуть створити пастку на одній стадії життя організму, в той же час вони можуть бути сприятливими на пізніших стадіях життя. В результаті спостерігається велика невизначеність щодо того, як поширені пастки, може бути, незважаючи на широке визнання як теоретична можливість. Однак, враховуючи прискорення темпів екологічних змін, викликаних людським втручанням у землекористування, глобальне потепління, екзотичні види вторгнень, а також зміни в біоценозах в результаті зникнення видів, кількість екологічних пасток може збільшуватися, і надзвичайно необачно недооцінювати їх загрозу для біорізноманіття.
Недавнє доповнення до літератури щодо екологічних пасток містить деякі керівні принципи для демонстрації існування екологічних пасток. По-перше, дослідження повинно довести перевагу одного середовища проживання перед іншим (або рівноцінність). Також треба довести, що особи, які надають перевагу бажаному (preferred) біотопу (або рівно бажаному) мають нижчий рівень пристосованості (наприклад, помітно меншу здатність до виживання або нижчий репродуктивний успіх). На сьогоднішній день, як видається, є кілька добре документованих прикладів екологічних пасток, але обмаль таких праць може, зокрема, пояснюватися тим, що дуже важко довести переваги того чи інщого середовища існування диких організмів.
В одному з досліджень успішно вдалося довести, що вівсянки надають перевагу гніздуванню в так званих «крилатих» плямах (з двома вузькими коридорами між виступаючими протилежними кінцями плями) в порівнянні з прямокутними плямами, попри те, що в перших спостерігається більш високий рівень гніздового хижацтва. Автори виявили, що в «крилатих плямах» переважають старі, імовірно, домінуючі самці вівсянки індиго. Переважний вибір плям з довшим периметром, в поєднанні з набагато нижчим успіхом гніздування, показав, що ці ділянки дійсно є екологічною пасткою.
Оскільки екологічні й еволюційні пастки все ще залишаються дуже погано вивченими явищами, багато питань щодо їх безпосередніх і кінцевих причин, а також щодо їх екологічних наслідків, залишаються без відповіді. Чи є пастки просто неминучим наслідком нездатності передбачити еволюцію новизни і оперативно реагувати на швидкі зміни довкілля? Наскільки часто зустрічаються пастки? Чи обов'язково потрапляння до екологічної пастки призводить до зниження чисельності популяції або зникнення, чи можливо, що деякі популяції можуть зберігатися до нескінченності? За яких екологічних та еволюційних умов це повинно відбуватися? Чи є організми з певними характеристиками, які схильні потрапляти у пастки? Наскільки швидкими мають бути зміни довкілля, необхідні для встановлення пастки? Чи може глобальне потепління, забруднення довкілля або інвазія екзотичних видів створювати пастки? Тільки застосування всеохопних генетичних і філогенетичних підходів зробить можливим одержати надійніші відповіді на ці питання, а також забезпечити більш глибоке розуміння безпосередніх і кінцевих основ дезадаптації в цілому. Оскільки екологічні й еволюційні пастки можуть призвести до зниження біорізноманітності, дослідження пасток має мати важливий пріоритет в дослідженнях по охороні природи. Враховуючи стрімкі нинішні темпи глобальних змін довкілля, пастки можуть бути набагато поширенішим явищем, ніж вважається досі, і це буде мати важливе значення для вивчення безпосередніх і кінцевих причин виникнення пасток. Це матиме значення для вжиття заходів по запобіганню або усуненню пасток в майбутньому.